# Hadrothemis infesta
Hadrothemis infesta är en trollsländeart som först beskrevs av Karsch 1891.  Hadrothemis infesta ingår i släktet Hadrothemis och familjen segeltrollsländor. IUCN kategoriserar arten globalt som livskraftig. Inga underarter finns listade i Catalogue of Life.